# Régiment de cuirassiers vieux-prussien K 3
Pour les articles homonymes, voir 3e régiment.
Le 3e régiment de cuirassiers vieux-prussien est formé en 1672 et dissous en 1806.

## Histoire
Le régiment est créé par recrutement en 1672 par le colonel Jakob von Bülow  et  reçoit dès sa fondation le nom de Régiment de Corps. Il est transféré en 1675.
Les garnisons du régiment en 1805 sont Schönebeck, Salze, Wanzleben, Calbe, Frohse et Egeln.
L'uniforme en 1805 est composé de cols blancs avec des poignets, un col et des queues de gilet bleu foncé. Les cols et le gilet sont garnis d'une bordure en velours bleu, dans laquelle se trouve une bande blanche (pour les officiers, un galon doré). Le reste de ce qui appartient ici se trouve dans les régiments von Beeren et von Quitzow.
Le canton du régiment fait partie de l'arrondissement d'Oschersleben (de), le 3e district de l'arrondissement d'Holz (de) et les villes de Cochstedt, Schönebeck, Frohse, Salze, Hamersleben, Mansfeld et Gerbstedt, avec 4429 ménages. C'est également d'ici que l'équipe appropriée est remise au régiment de hussards H 2.

## Chefs de régiment
- 1673 Major-général Ulrich Hipparchos von Promnitz (de). Il entre au service saxon en 1679.
- 1679 Colonel Alexander Magnus von Sydow (de). Il est décédé à la fin de cette année.
- 1680 Colonel Joachim Balthasar von Dewitz (de). Il devient bientôt major général et, en 1695, il devient gouverneur de Colberg en tant que lieutenant général. Sous la direction de ce chef, le régiment donne une compagnie en 1691 pour établir le 9e régiment équestre, qui le remplace par de la promotion[3].
- 1695 Lieutenant-général Adolph von Wangenheim (de). Il meurt en 1709 comme général de cavalerie. En 1697 le régiment est réduit à 6 compagnies (3 escadrons).
- 1709 Major-général Wolf Christoph von Hackeborn (de). Il est nommé par l'électeur Frédéric III. Envoyé à Turin en 1695 pour séparer le mariage du margrave Charles-Philippe et de la comtesse Katharina von Salmour (de). Il meurt à Bahrendorf en 1719 comme lieutenant général. En 1718, le régiment est composé de 5 escadrons, reçoit les hommes du régiment dissous von Wartensleben et recrute ceux qui manquent encore[4].
- 1719 Lieutenant-général Gottfried Albrecht von Bredow (de). Il devient gouverneur de Peitz (de) en 1725.
- 1727 Lieutenant-général Friedrich Wilhelm von Dewitz (de). Il meurt en 1736.
- 1736 Colonel Adam Friedrich von Wreech (de). Il devient lieutenant général et meurt le jour même où il doit remettre le régiment au major général von Katzeler[5].
- 1746 Major-général Andreas von Katzeler (de). En 1747, il devient chef du régiment des gens d'armes (de).
- 1747 Major-général Johann Friedrich von Katte. Il prend sa retraite en 1758 comme lieutenant général.
- 1758 Major-général Robert Scipio von Lentulus (de). Il prend sa retraite en 1778 comme lieutenant général avec pension.
- 1778 Major-général Johann Rudolf von Merian (de). Il prend sa retraite en 1782.
- 1782 Major-général Ernst Christian von Kospoth (de). Il prend sa retraite en tant que lieutenant général avec pension.
- 1795 Major-général Leopold Heinrich von der Goltz (de). Il est à la retraite.
- 1797 Colonel August Friedrich von der Droessel (de). Il reçoit ses adieux en tant que général de division. Il reçoit le Pour le Mérite dès 1792.
- 1800 Major-général Ulrich Karl von Froreich (de). Il meurt en 1801. Il reçoit le Pour le Mérite dès 1794.
- 1801 Colonel Ernst Hermann von Kölichen (de). Il meurt général en 1805.
- 1805 Colonel Friedrich August Leopold Karl von Schwerin (de). Il devient bientôt major général et mène le régiment dans la campagne de 1806 en tant que chef final.

## Campagnes du régiment
- 1675 : Bataille de Fehrbellin. Le régiment de cuirassiers du Corps est mentionné ici avec une distinction particulière par la Luche de Wustrow lors de l'attaque de la position suédoise.
- 1677 : Marche vers la Poméranie et Stettin
- 1689 : Siège de Bonn

- 1695 : Siège de Namur
- 1701 : Siège d'Ath

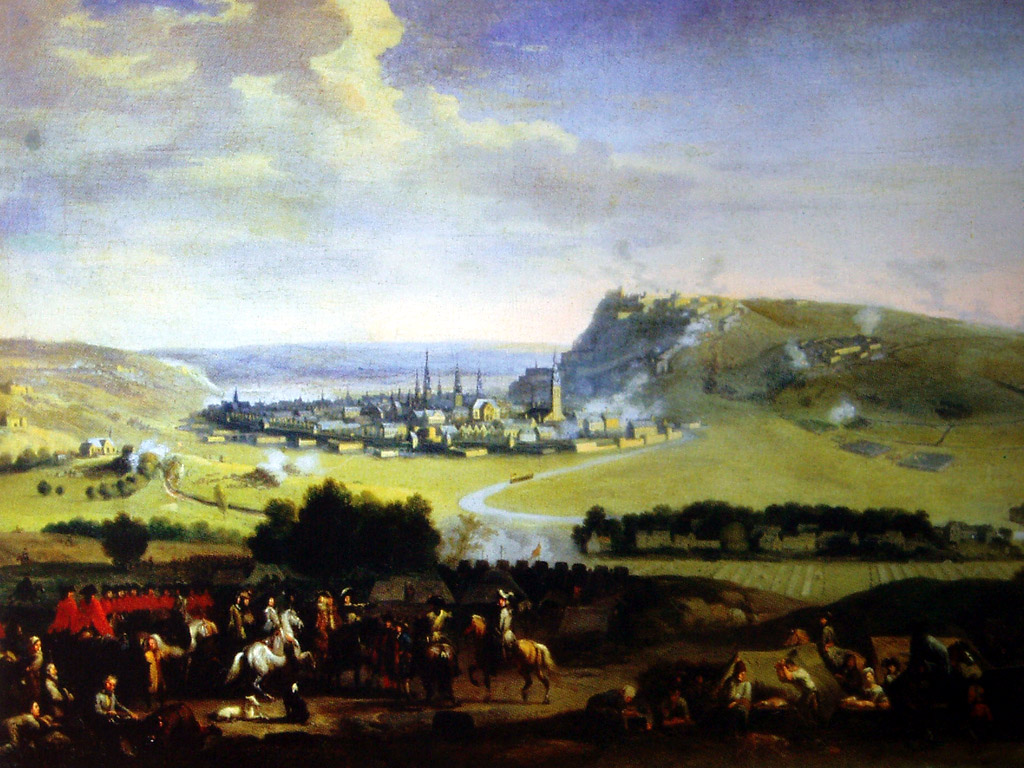
La conquête de Namur en 1695

- 1708 : Bataille d'Audenarde. Siège de Lille.
- 1709 : Siège de Tournai. Bataille de Malplaquet. Siège de Mons.
- 1710 : Siège de Douai et Aire.
- 1712 : Siège de Landrecies et du Quesnoy .
- 1715 : Campagne de Poméranie.
- 1745 : Bataille de Kesselsdorf. Le régiment s'illustre particulièrement dans cette bataille et perd : 13 cuirassiers tués, 3 officiers et 15 cuirassiers blessés et 84 chevaux fusillés.
- 1756 : Bataille de Lobositz.
- 1757 : Batailles de Prague, Kolin et Roßbach. Lors de la dernière bataille, le régiment a sa première rencontre avec les deux régiments de dragons Katte et Irwing et gagne la plus haute faveur du roi.
- 1759 : Réunion à Sankt Sebastiansberg. Le régiment, accompagné de 2 compagnies de grenadiers sous le commandement du général de division Johann Dietrich von Hülsen, capture 800 hommes autrichiens et le général Reinhardt lors d'une attaque. 3 canons, 8 drapeaux et 3 étendards sont capturés[2].
- 1759 : Bataille de Kunersdorf.
- 1760 : Bombardement de Dresde, bataille de Liegnitz, où le régiment capture à lui seul 7 drapeaux et 5 canons.
- 1778 : Pendant la guerre de Succession de Bavière, le régiment fait partie de l'armée du prince Henri.
- 1792 : Marche dans la campagne du Rhin. Escarmouche près de Sarrebruck, où le capitaine von Wattenwy reprend les canons régimentaires déjà pris à un régiment d'infanterie, pour lesquels il reçoit l'ordre Pour le Mérite. Dans une autre petite escarmouche, le lieutenant von Treskow du régiment se distingue. Il reçoit également l'ordre Pour le Mérite. Au cours de la campagne, le régiment se tient principalement aux côtés du régiment des carabiniers et participait avec lui à toutes les opérations militaires. Cependant, il est presque toujours fragmenté en escadrons en raison du détachement.
- 1795 : Retour à la garnison. Redéploiement vers la Westphalie pour former la ligne de démarcation.
- 1798 : Retour aux garnisons.
- 1805 : Mobilisation à la fin de l'automne. Marche vers la Saxe et la Hesse, où il est resté pendant l'hiver.